# Turngemeinde Witten von 1848

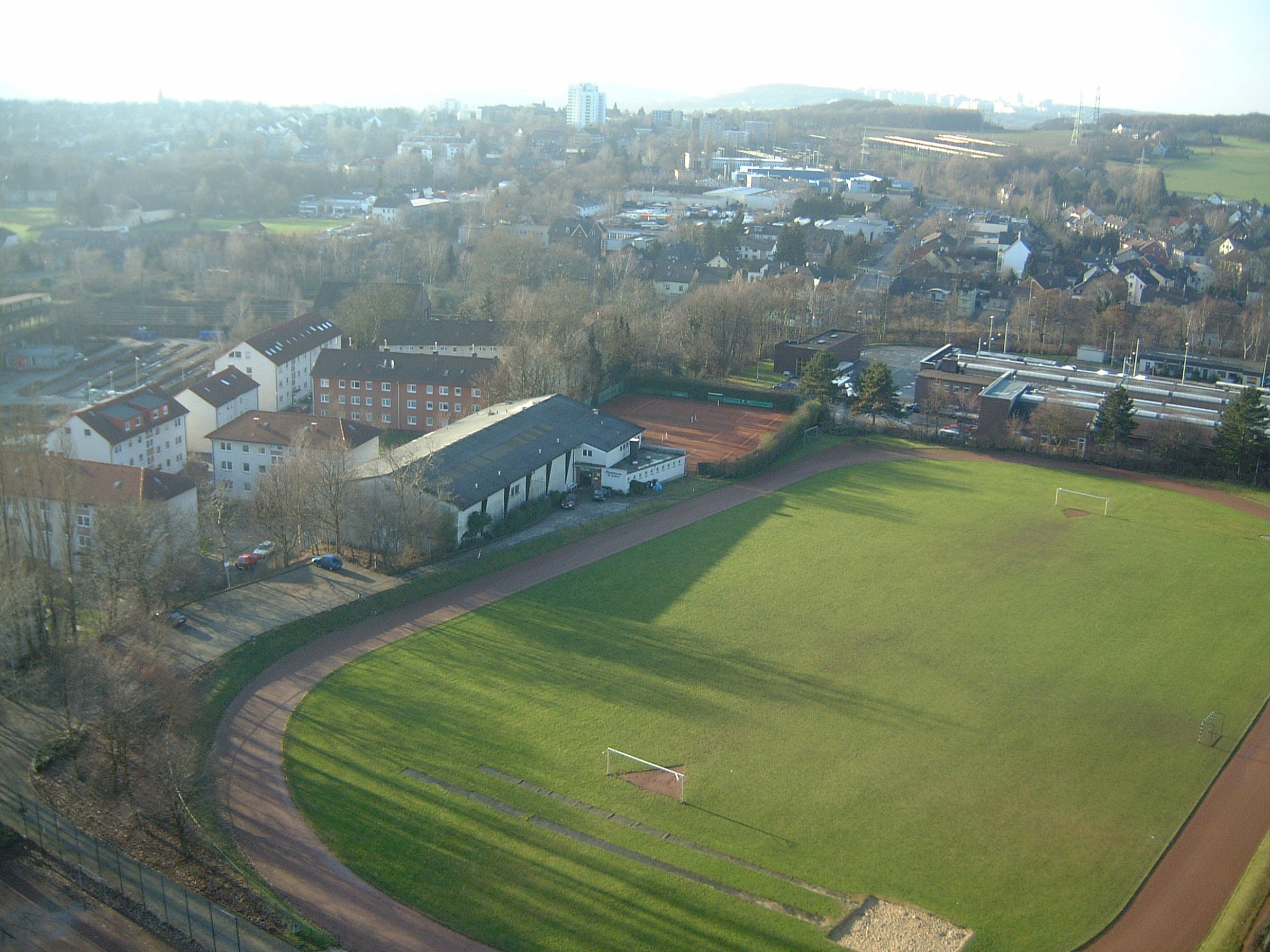
Jahnsportgelände mit Jahnplatz, Tennishalle 1, Vereinsheim Matchball und Tennisplätzen 1–3; rechts im Hintergrund der Betriebshof der Bogestra

Die Turngemeinde Witten von 1848 (TG Witten) ist ein 1848 gegründeter Sportverein in Witten. Sie ist überwiegend ein Breitensport-Verein mit Angeboten vom Tennis, über Basketball bis zum Karate, nimmt aber über das Triathlon-Team TG Witten auch aktiv am Leistungssport teil.

## Geschichte

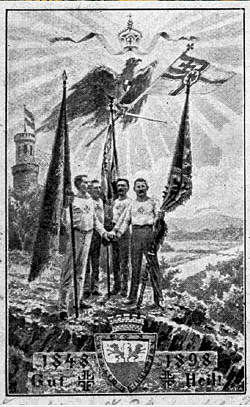
Gedenkblatt zum 50. Jubiläum der Turngemeinde; im Hintergrund der Helenenturm

### Gründung und Anfangsjahre
Seit mindestens 1846 wird Turnen in Witten betrieben. In diesem Jahr legte Theodor Müllensiefen einen ersten, privaten Turnplatz nahe seiner Privatschule am Crengeldanz, auf dem Gelände des jetzigen Privatfriedhofs Müllensiefen an. Die Turngemeinde wurde 1848 von 13 Personen, darunter dem späteren Industriellen und Politiker Louis Constanz Berger als Turnverein zu Witten gegründet. Der Gründung vorausgegangen war ein Besuch beim 1. Märkisch-westfälischen Gesangsfest in Iserlohn 1846 samt Schauturnen. Kurz vor der Gründung erschien in der ersten Ausgabe der Wittener Wochenzeitung Wittekind 1848 ein Aufruf, einen Turnverein zu gründen. Die Vereins-Gründer waren mutmaßlich von den Ideen der Märzrevolution 1848 beeinflusst. Noch 1848 wurde die erste Satzung fertiggestellt. Man traf sich wöchentlich, 1849 begannen die Turnübungen auf einem zum Turnplatz hergerichteten, gepachteten Grundstück. Den Schulen der verschiedenen Konfessionen (evang., kath. und jüd.) wurde angeboten, den Turnplatz mit zu nutzen. Im Haus Witten wurde ein Raum gemietet, in dem Fechten und Freiübungen betrieben wurden. Eine erste Vereinszeitschrift Der Turner wurde an die Mitglieder verteilt. Im selben Jahr benannte sich der Verein um in Wittener Turngemeinde von 1848 und trat dem ebenfalls 1848 gegründeten Deutschen Turner-Bund bei. Noch 1949 wurde der Pachtvertrag gekündigt. Die Turngemeinde konnte Gelände und Halle eines anderen Bauernhofes pachten. Die geplante Einführung von Schwimmunterricht in der Ruhr scheiterte am Ertrinken eines Vorturners 1850. Zum ersten Turnfest 1850 wurde die Vereinsfahne vorgestellt. Superintendent Friedrich August König, der Pfarrer der Johanniskirche, zeigte die Verantwortlichen des Turnfestes 1850 wegen angeblicher Entweihung des Sonntags an, was in einer symbolischen Strafe von einem Taler endete.
Der königliche Landrat von Bochum löste 1852 die Turngemeinde auf, sie wurde aber im selben Jahr unter neuem Namen Wittener Turnverein wiedergegründet. Über das Turnen hinaus wurden weitere Initiativen entfaltet, wie z. B. zu einer vereinseigenen Büchersammlung. Nach mehreren Umbenennungen wurde 1862 wieder der Name Turngemeinde angenommen. Die Stadt Bochum lud 1963 die Turnerschaften umliegender Städte zum Beiwohnen einer Löschgeräteübung der Bochumer Turner-Feuerwehr ein. Nach Besuch dieser Vorführung wurde 1863 auch innerhalb der Turngemeinde eine Turnerfeuerwehr eingerichtet, die Vorläuferin der Feuerwehr Witten. Sie bildete einen „Verein im Verein“ mit eigenem Vorstand, der allerdings vom Vorstand der Turngemeinde bestätigt werden musste. 1863 schloss sich der im gleichen Jahr gegründete Männerturnverein der Turngemeinde an. Nach Problemen im Zusammenhang mit Alkoholkonsum wurde die Turnerfeuerwehr 1868 neu gegründet, ebenfalls wieder innerhalb der Turngemeinde. Die ältere Feuerwehr durfte städtische Feuerwehrausrüstung und Spritzenhaus nicht mehr nutzen. Nach 1869 spaltete sich der Allgemeine Turnverein zu Witten vom Wittener Turnverein ab. Beide Vereine schlossen sich aber 1872 wieder zur Turngemeinde Witten von 1848 zusammen. 1873 schlossen Turngemeinde und die Stadt Witten einen Vertrag über den Bau einer Turnhalle ab. Die Turngemeinde übertrat der Stadt einen Turnhallen-Baufond sowie Turngeräte und bekam dafür Nutzungsrechte an Halle und Geräten. 1873 wurde der Grundstein an der Kurzen Straße (heute Synagogenstraße) gelegt. Die Turnhalle wurde allerdings erst 1879 fertiggestellt. 1877 traten acht jüdische Mitglieder aus der Turngemeinde aus, da das Stiftungsfest 1877 mit Jom Kippur zusammenfiel, und gründeten den Wittener Turnverein 1877. Die Turngemeinde lehnte die Diskussion über die Abtretung von Turngeräten an den Wittener Turnverein ab. 1879 wurden Turnerfeuerwehr und die Freiwillige Feuerwehr getrennt und die Turnerfeuerwehr aufgelöst. Auf dem Stiftungsfest 1888 wurde ein Festspiel Gut Heil! über Friedrich Ludwig Jahn und die Gründung der Turngemeinde aufgeführt.

### Berger-Denkmal

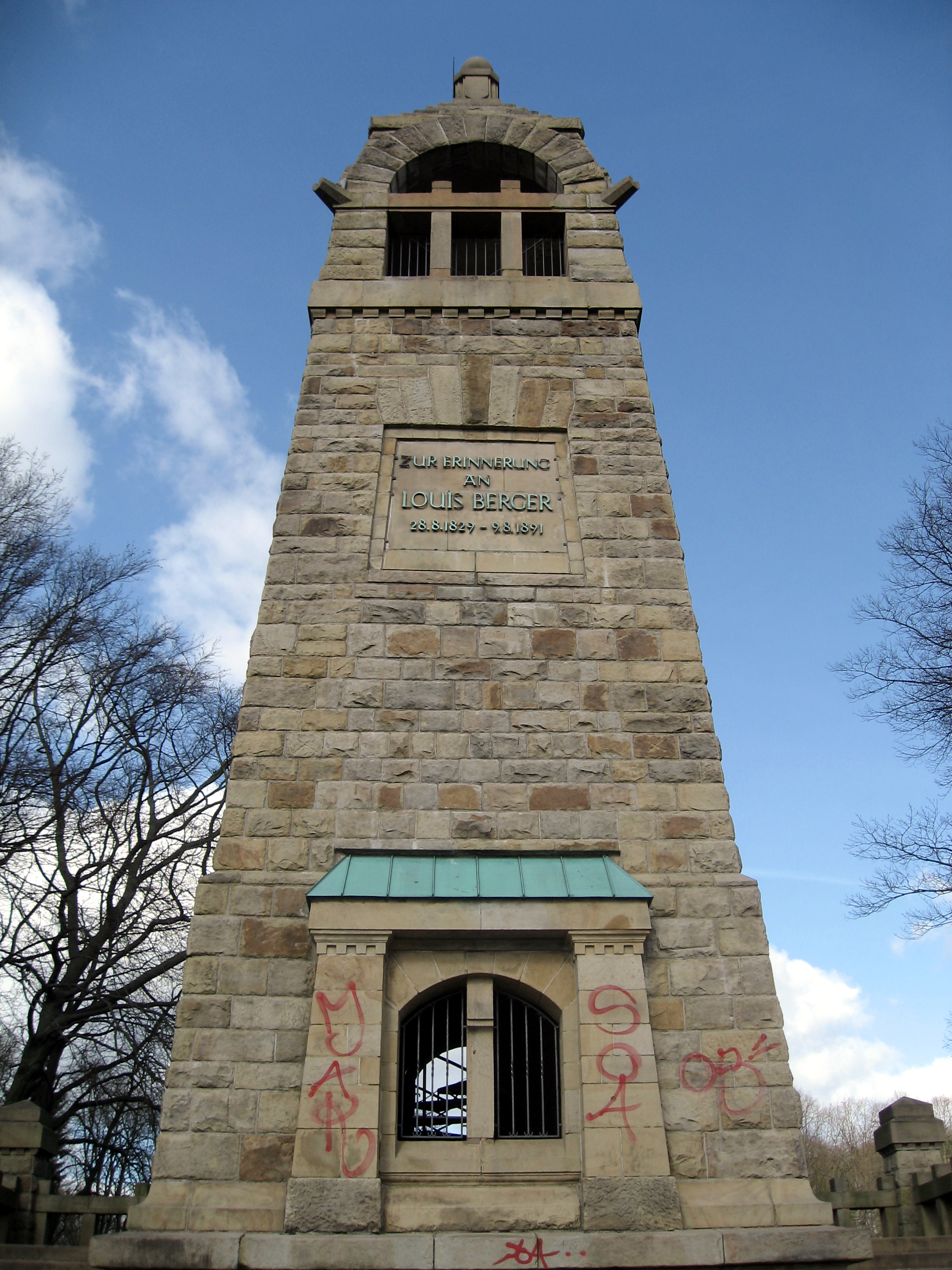
Berger-Denkmal auf dem Hohenstein

Der Vorsitzende der Turngemeinde Friedrich Wilhelm August Pott regte 1891 die Errichtung eines Denkmals auf dem Hohenstein für den Mitbegründer der Turngemeinde Louis Constantz Berger an. 1897 wurde ein Ausschuss zur Errichtung eines Denkmals unter dem Vorsitz von Bürgermeister Gustav Haarmann eingerichtet. In den Jahren 1901 bis 1904 erfolgte der Bau des 21 m hohen Aussichtsturms aus Ruhrsandstein. Er ist heute ein Wahrzeichen der Stadt und gehört zur Route der Industriekultur mit der Themenroute 12: Geschichte und Gegenwart der Ruhr.

### 1918–1933
1920 erwarb die Turngemeinde ein ehemaliges Ziegeleigelände an der Sandstraße und legte darauf ihren ersten eigenen Turnplatz Jahnplatz an, der bis 1922 fertiggestellt wurde. Die Tennisabteilung wurde 1922 eingerichtet. 1924 wurde ein Teilstück der Sandstraße in Jahnstraße (nach Friedrich Ludwig Jahn) umbenannt. Die erste eigene Turnhalle der Turngemeinde wurde 1925 auf dem Jahnplatz in Holzbauweise erbaut. 1928 folgten die ersten beiden Tennisplätze.

### 1933–1945
Seit 1933 musste der Vereinsvorsitzende nach Möglichkeit NSDAP-Mitglied sein. Der Vereinsvorsitzende musste sich zur nationalsozialistischen Regierung bekennen und bestimmte die restlichen Mitglieder des Vorstands. Die paramilitärischen Sportarten Wehrturnen und Geländesport wurden eingeführt. Die Schülerabteilung der Turngemeinde musste 1936 aufgelöst und dem Deutschen Jungvolk zugeführt werden. 1939 wurde die Turngemeinde mit dem Turnverein Eintracht Witten zusammengeschlossen. Gegen Ende des Zweiten Weltkriegs wurde der Jahnplatz zu einer Flugabwehrstellung umgewandelt. Durch einen Bombenangriff auf Witten wurden 1945 die erste Turnhalle und ein Großteil des Vereinsarchivs zerstört. Später wurden noch zahlreiche Bombentrichter beseitigt.
Nach dem Ende des Zweiten Weltkriegs löste die englische Militärregierung Mitgliedsvereine des Deutschen Reichsausschuss für Leibesübungen auf und verlangten die Zusammenfassung aller Vereine. NSDAP-Mitglieder von vor 1933, Zellenleiter und höhere NSDAP-Parteifunktionäre und SS- sowie SA-Männer durften keine Mitglieder mehr sein. Einfache NSDAP-Mitglieder konnten Mitglied bleiben, aber kein Amt mehr innehaben. Eduard Schröder, der Vorsitzende der Turngemeinde, musste sein Amt niederlegen, blieb aber weiterhin Mitglied. Der Breitensport sollte auf eine einheitliche, demokratische Grundlage gestellt werden. Es wurden zwei Sammelvereine, „Witten-West“ und „Witten-Ost“ gebildet.

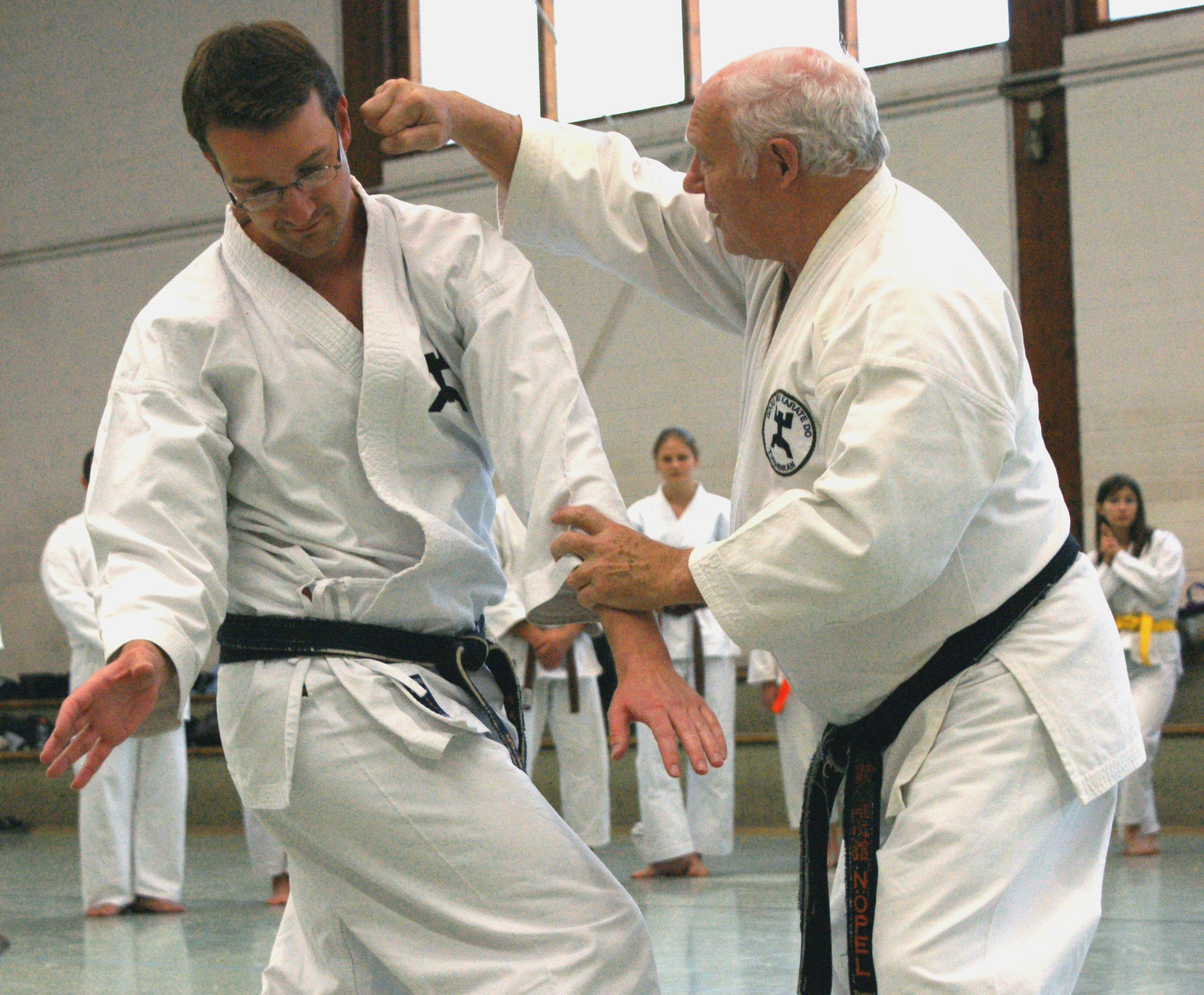
Karate: Fritz Nöpel, 9. Dan auf einem Lehrgang der TG 2010

### Seit 1945
1946 wurde die Turngemeinde Witten von 1848 neu gegründet. Eine Fechtabteilung wurde 1951 eingerichtet. 1950 wurden ein Tennisheim und eine Tennishalle erbaut. Die Turnhalle wurde 1952 wieder aufgebaut und nach Eduard Schröder benannt, dem 1. Vorsitzenden von 1939 bis 1945 und 1954 bis 1957, der 1945 wegen seiner NSDAP-Mitgliedschaft hatte zurücktreten müssen. 1952 schloss sich ebenfalls die Tischtennis-Abteilung des Wittener FC 92 der TG an. 1955 wurde die Rasendecke des Sportplatzes erneuert, die Laufbahn verlängert und das Jahnsportgelände vervollständigt. Aus Anlass des 110-jährigen Bestehens fand 1958 auf dem Jahnplatz das größte je in Witten veranstaltete Leichtathletik-Sportfest statt. In den 1950er und 1960er Jahren erreichte die Turngemeinde einige Erfolge in der Leichtathletik. Die Feldhandballmannschaft der Turngemeinde stieg 1958/59 bis in die Oberliga Westfalen (damals höchste Spielklasse in Deutschland) auf und konnte sich dort bis zur Saison 1965/66 halten.
Da die Unterhaltung des Jahnplatzes die Mittel des Vereins überschritt, verkaufte die Turngemeinde 1973 den Platz an die Stadt Witten. Nur die Tennisplätze blieben im Besitz der TG. Die Turngemeinde verpflichtete sich, vom Verkaufserlös eine Sporthalle in Fertigbauweise zu errichten, die nach Fertigstellung ebenfalls in städtischen Besitz übergehen sollte. Die erste Tennishalle wurde 1973 erbaut, das Clubhaus 1976, eine zweite Tennishalle 1977. Die neue Jahnsporthalle und die ältere Turnhalle wurden für den Schulsport genutzt. 1999 wurde eine Karate-Abteilung eingerichtet (Gōjū-Ryū Yuishinkan), 2004 eine Basketball-Abteilung. 2005 schloss sich das 2003 aus dem PV Triathlon Witten hervorgegangene und im Leistungssport aktive Triathlon Team Witten der Turngemeinde an. Seit 2008 kooperiert die Turngemeinde mit der Universität Witten/Herdecke, sodass Studierende vergünstigt am Sportangebot der Turngemeinde teilnehmen können.
Am 22. Juli 2015 nutzte die Stadt Witten den Teil des Jahnsportgeländes um die beiden Jahnhallen in eine Notunterkunft für 158 Flüchtlinge um. Das Gelände wurde zu diesem Anlass mit einem kostenlosen Internetzugang über Freifunk versorgt.

## Sportangebot

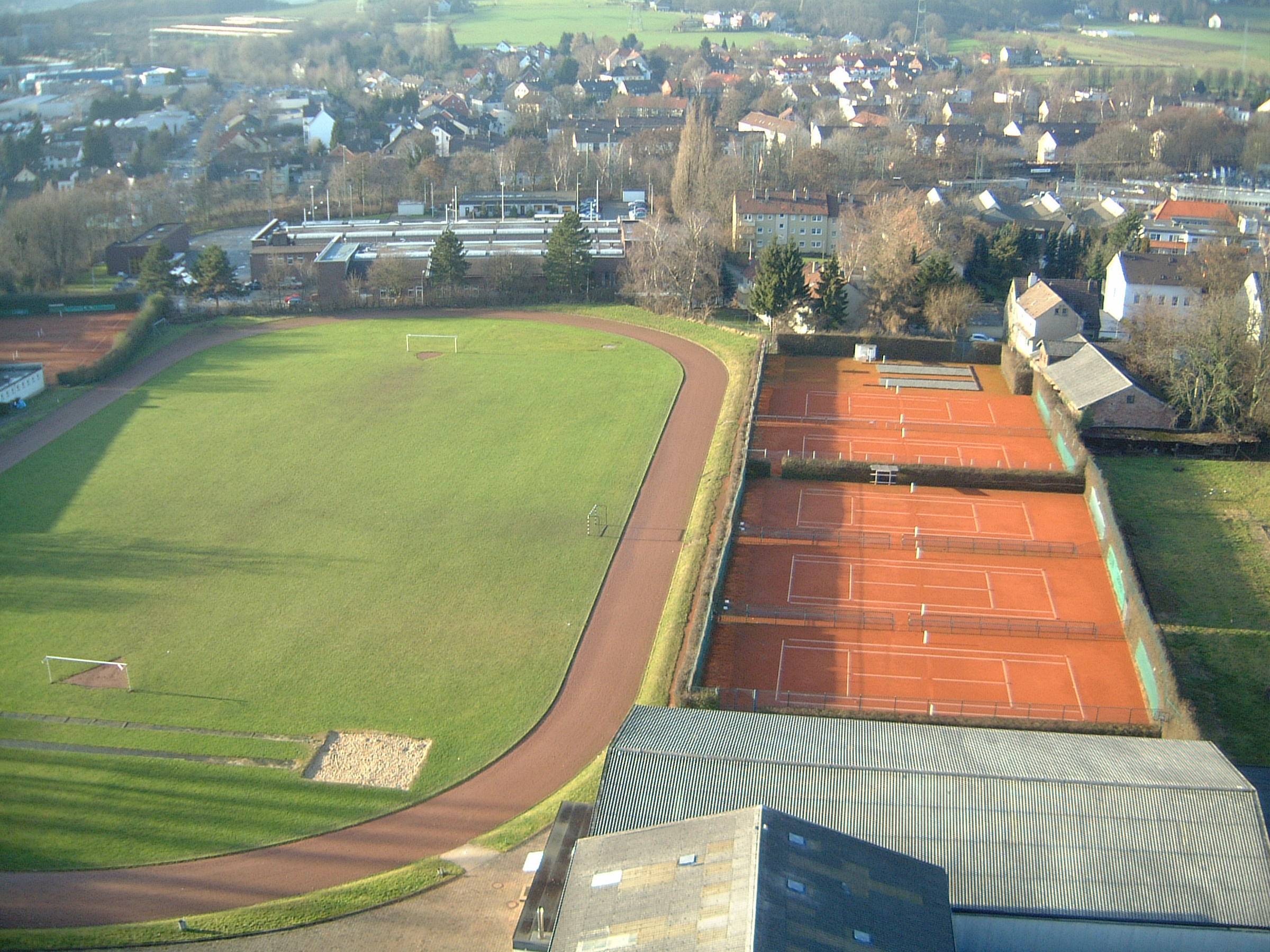
Jahnsportgelände mit Jahnplatz und Tennisplätzen 4–9, davor Tennishalle 2

Das heutige Angebot umfasst die Sportarten Basketball, Darts, Freizeitfußball, historisches Fechten, Inlinehockey, Karate, Laufen, Nordic Walking, Tennis, Tischtennis, Triathlon, Turnen, Walking und Wassergymnastik.

## Triathlon Team TG Witten
Das Triathlon Team TG Witten ist die Triathlon-Abteilung der Turngemeinde. Sie ging 2005 aus dem Triathlon Team Witten (TTW) hervor, das wiederum 2003 durch Abspaltung einer großen Gruppe Triathleten, darunter der sportliche Leiter Richard Gutt sowie der damalige Bundesliga-Kader, vom PV-Triathlon Witten entstand. Sowohl das Startrecht für die 1. Triathlon-Bundesliga wie auch der damalige Hauptsponsor Asics wechselten damit zur TG Witten. Mit dem Stadtwerke Team Witten (bis Ende 2010 Asics Team Witten) nahm bzw. nimmt es an der 1. Triathlon-Bundesliga, Welt- und Europameisterschaften und den Olympischen Spielen teil. Jährlich richtet es den Wittener Uni-Run und den Ruhrtaltriathlon aus.
Mit fünf Meistertiteln bei den Herren und 10 bei den Damen (Rekordsieger) in der Triathlonbundesliga, ist es einer der erfolgreichsten Triathlonvereine Deutschlands.
Für das Stadtwerke Team Witten bzw. Asics Team Witten starten bzw. starteten u. a.
Faris Al-Sultan,
Nils Frommhold,
Ewa Komander,
Kathrin Müller,
Lisa Nordén,
Maik Petzold,
Christiane Pilz,
Christian Prochnow,
Ina Reinders,
Maxine Seear,
Thomas Springer, Katrien Verstuyft,
Daniel Unger,
Hendrik De Villiers und
Stephan Vuckovic.